# Ботроп
Ботроп (на немски: Bottrop) е град във федерална провинция Северен Рейн-Вестфалия, Германия. Намира се в градката агломерация Рур.
Площта на Ботроп е 100,61 км², населението към 31 декември 2010 г. – 116 771 жители, а гъстотата на населението – 1161 д/км².
Разположен е на 60 метра надморска височина. Телефонните му кодове са 02041, 02045, а пощенските 46236 – 46244.

## Побратимени градове
- Блакпул, Англия
- Веспрем, Унгария
- Гливице, Полша
- Туркоан, Франци